# BLG-204
A BLG-204 é uma bomba aérea lança-granadas desenvolvida no Brasil, similar a Matra Belouga francesa, tem efeito antipessoal, anticarro (baixa blindagem) e antimaterial. São usadas contra alvos dispersos sobre uma área, permitindo o ataque a baixa altura e em alta velocidade. Isso permite maior possibilidade de evasão da aeronave lançadora. Sua carga bélica é composta por 183 munições.
Depois do lançamento da bomba, uma paraquedas é acionado para diminuir a velocidade do artefato que continua seu trajeto horizontal. Um sistema eletrônico passa a atuar, controlando a ejeção do paraquedas, a abertura do revestimento da bomba e a dispersão de nove seções de granadas em seqüencia no decorrer do trajeto da bomba. Isso faz com que as granadas sejam espalhadas por uma grande área (30 x 400 metros), maximizando o efeito.
Estas bombas são empregadas nos F-5 e AMX da Força Aérea Brasileira.

## Dados da BLG-204
- Velocidade de lançamento(kt): 360 a 520
- Altura de lançamento(ft): 300
- Comprimento total(m): 3,287
- Diâmetro(m): 0,360
- Envergadura(m):  580
- Massa total(kg): 300